# Venusberg (Film)
Venusberg ist ein deutscher Spielfilm aus dem Jahr 1963 von Rolf Thiele mit einer von Marisa Mell angeführten rein weiblichen Besetzung.

## Handlung
Sieben sehr unterschiedliche Frauen folgen der Einladung des Frauenarztes Alphonse auf seine als Feriendomizil dienende, hoch auf einem verschneiten Hügel liegende Villa. Jede von ihnen hatte oder hat noch immer ein Verhältnis mit ihm, doch der auf diese Weise im Mittelpunkt stehende Mann bleibt selbst abwesend. Die aktuelle Geliebte Ruth, die von ihm das Versprechen erhalten hatte, sich ihretwegen scheiden zu lassen, wartet ebenso auf den Arzt wie Pony, die Dauerfreundin, die seit vier Jahren ohne Aussicht auf Heirat verlobt ist. Ebenso dabei sind die lesbische Medizinstudentin Vera und ihre Freundin Christine sowie die im dritten Monat schwangere Inge. Dazu das Model Lola aus Paris, die bereit ist, sich mit dem meistbietenden Mann zu verheiraten, und die nichts allzu ernst nehmende Florentine.
Die Frauen, meist dürftig, gelegentlich auch überhaupt nicht bekleidet, unterhalten sich miteinander über Sexualität, Liebe und Männer. Symbolhaft ist ein Akt des Köpfens von Hähnen, die die Mädchen ausnehmen und mit deren Beinen sie spielen. Die thematische Spannweite der Gespräche reicht von Schwangerschaftsabbrüchen bis hin zu Simone de Beauvoir und Gottfried Benn, aus dessen erotischen Werkpassagen Vera rezitiert. Als ein Mann um das Haus herumschleicht und auf sich aufmerksam macht, wird er von einem der Mädchen hereingelassen, die danach Sex mit ihm hat, während die anderen vom Nachbarzimmer aus lauschen. Am Ende kommt Ruth zu der Erkenntnis, dass ihr „Traumprinz“ nicht der Richtige ist und verzichtet freiwillig auf eine Zukunft und eine Eheschließung mit Alphonse. Dann reist eine der Frauen nach der anderen ab.

## Produktionsnotizen
Venusberg entstand zwischen dem 5. Dezember 1962 und dem 25. Januar 1963 in einer Villa in Deining bei München. Der Film passierte die FSK-Prüfung am 8. April 1963 und wurde mit zahlreichen Schnittauflagen – davon allein 20 Textpassagen und eine Bildsequenz – bedacht. Die Uraufführung fand am 26. April 1963 statt.
Seitz-Bruder Hans Terofal hatte die Produktionsleitung, Filmbauten waren nicht vorhanden. Petrus Schloemp diente Chefkameramann Wolf Wirth als Assistent. Rolf Thiele gab dem einzigen Mann, der einem Schatten gleich in der Geschichte auftaucht, seine eigene Stimme.

## Kritiken
„Mit Hilfe seines Kameramannes Wolf Wirth hat Thiele einen bemerkenswerten optischen und bildkompositorischen Aufwand betrieben, um den kreißenden „Venusberg“ mit dem Mäuslein Nudität niederkommen zu lassen. So weit ganz hübsch und zielbewußt. Was aber neben diesen nackten Tatsachen an dialogischem Geschwulst zutage kommt, enthüllt Thiele als einen Papiertiger, der mit seinem künstlichen Gebiß nicht zu Rande gekommen ist. Für die Darstellung attraktiver Frauenschönheit wurden sieben junge Damen aus fremden Ländern als Hilfswillige einberufen. Nur mit Hilfe des gedruckten Programms kann man sich über die hier allerdings unwichtige Frage klarwerden: Wer ist wer?“

„Ein moderner Frauenspiegel, dessen Minus die bloße Schilderung von Charakterchen und der Mangel an Entfaltungsmöglichkeiten für die, meist nur sexi-dekorativen Aktricen. Als Plus: der (allerdings erotisch pointierte) Dialog, eleganter Schauplatz und dessen, ebenso wie der Beteiligten blendende photographische Ausdeutung.“

„Der fast handlungslose Film versucht, in der entkonventionalisierten Situation gleichgeschlechtlicher Einsamkeit das ‚wahre Ich‘ der Frau zu enthüllen. Er bedient sich dabei einer gleichermaßen modisch verquollenen wie anstößigen Dialog- und Bildsprache. Sein Ergebnis ist die Gleichsetzung des Weiblichen mit sinnlicher Begehrlichkeit.“